# Didier Sénac

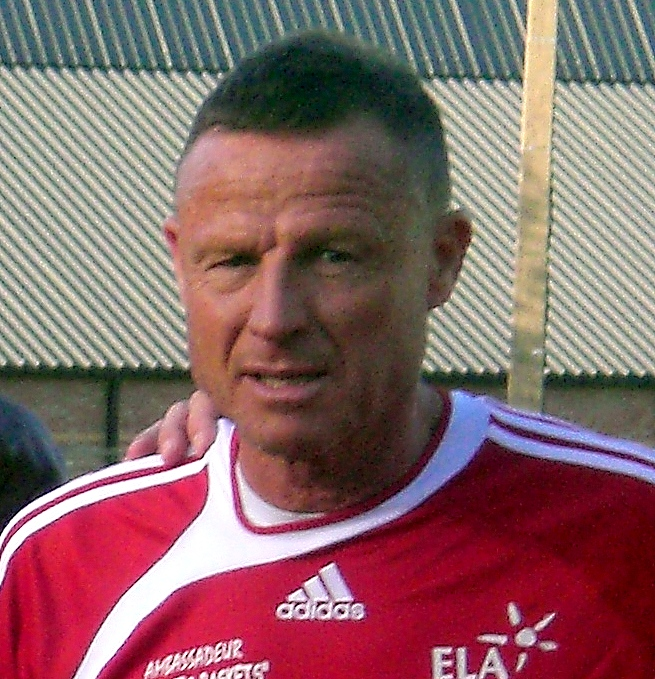
Didier Sénac im Mai 2014

Didier Sénac (* 2. Oktober 1958 in Saint-Denis) ist ein ehemaliger französischer Fußballspieler, der inzwischen als Trainer arbeitet.

## Als Spieler

### Vereinskarriere
Der athletische, energische Innenverteidiger spielte ab 1977 für den Erstdivisionär RC Lens, dem er auch treu blieb, als dieser für eine Saison (1978/79) nur zweitklassig war. Den Dress der Nordfranzosen hatte bereits sein Vater Guy getragen, der in den 1960ern außerdem bei Racing Paris und gleichfalls in der Nationalelf eingesetzt worden war. 1988 wechselte Didier Sénac zu Girondins Bordeaux und blieb auch dort noch sieben Jahre Stammspieler. Obwohl die Girondins eine Vielzahl von Nationalspielern in ihren Reihen hatten – unter anderem Tigana, Battiston, Dropsy, Lizarazu, Genghini, Stopyra, Bell, Deschamps und Zidane –, blieb eine Vizemeisterschaft in der Saison 1989/90 die beste Platzierung während Sénacs langer Karriere.
Auch in den Pokalwettbewerben blieb ihm ein Titelgewinn verwehrt: insgesamt achtmal (viermal mit Lens, dreimal mit Bordeaux, einmal mit Créteil) scheiterte er mit seinen Klubs im Landespokal-Viertelfinale, einmal (1980/81) im Halbfinale. Im UEFA-Cup schied er fünfmal im Achtelfinale aus, und zwar dreimal mit Bordeaux (darunter 1993/94 gegen den Karlsruher SC) und zweimal mit Lens (dabei 1977/78 gegen den 1. FC Magdeburg). 1995 wechselte er zum Zweitligisten FC Toulouse, 1996 zur US Créteil in die dritte Liga, wo er 1998 als beinahe 40-Jähriger seine Spielerzeit beendete. Dabei hatte er es auf 501 Spiele in der Division 1 gebracht, womit er zum bis heute (2008) lediglich 18 Spieler umfassenden „500er-Club“ gehört.

#### Stationen
- Racing Club de Lens (1977–1988, davon 1978/79 in D2)
- Girondins de Bordeaux (1988–1995, davon 1991/92 nach Zwangsabstieg in D2)
- Toulouse Football Club (1995/96, in D2)
- Union Sportive Créteil (1996–1998, in D3)

### In der Nationalmannschaft
Beim olympischen Fußballturnier 1984 gehörte Sénac zusammen mit seinen Lenser Kameraden Brisson und Xuereb zur französischen Stammformation. Aufgrund einer Verletzung im Finale nicht eingesetzt, konnte er dennoch anschließend seine Goldmedaille entgegennehmen. Im November desselben Jahres bestritt er beim 1:0 gegen Bulgarien sein erstes von drei A-Länderspielen für Frankreich; zudem trug er im Dezember 1984 (2:0 gegen die DDR) und im Oktober 1987 (1:1 gegen Norwegen) den blauen Dress.

### Palmarès
- Französischer Meisterschaft: Vizemeister 1990
- 3 A-Länderspiele (kein Treffer) für Frankreich
- Olympiasieger 1984 (ohne Endspieleinsatz)
- 501 Spiele und 21 Tore in der Division 1, davon 275/10 für Lens, 226/11 für Bordeaux[6]
- 30 Europapokalspiele (kein Tor), davon 7/0 für Lens, 23/0 für Bordeaux[7]

## Trainertätigkeit
Ab 1998 hat Didier Sénac für den Racing Club Lens in unterschiedlichen Funktionen gearbeitet, darunter als Jugendkoordinator, Spielerbeobachter bzw. Talentsichter sowie zweimal als Assistenztrainer bei der Ligamannschaft (1998–2001 und 2004–2006).